# Tramwaje w Ottumwa
Tramwaje w Ottumwa − zlikwidowany system komunikacji tramwajowej w Ottumwa w Stanach Zjednoczonych, działający w latach 1881−1930.

## Historia
Pierwsze tramwaje w Ottumwa uruchomiono w  1881, były to tramwaje konne. W 1885 i 1887 uruchomiono dwa kolejne niezależne systemy. W październiku 1889 uruchomiono pierwsze tramwaje elektryczne. Do 1892 wykupiono wszystkie trzy systemy tramwajów konnych i do 1897 je zelektryfikowano. W 1919 w mieście było 21 tramwajów Birney. Sieć tramwajów elektrycznych zlikwidowano 12 kwietnia 1930. Szerokość toru wynosiła 1435 mm. Po likwidacji sieci część wagonów trafiła do miasta Omaha.